# Квінт Вібій Секунд
Квінт Вібій Секунд (? — після 113) — політичний діяч Римської імперії, консул-суффект 86 року.

## Життєпис
Походив з роду нобілів Вібіїв. Син Квінта Вібія Криспа та Юнії. Про молоді роки мало відомостей. У 50—х був намісником провінції Мавританія. По поверненню, у 59 році, був притягнутий до суду за здирництво у провінції й засуджений до вигнання з Італії. Втім завдяки своєму братові, Луцію Юнію Квінту Вібію Криспу, який мав значний вплив у сенаті, Вібія Секунда було прощено та повернуто до Рима. З березня до квітня 86 року був консулом-суффектом. З 101 до 113 року як проконсул керував провінцією Азія. Подальша доля Секунда невідома.